# Монгуш, Айдын Сергеевич
Айдын Сергеевич Монгуш (род. 14 июля 1994, Торгалыг, Тыва) — российский спортсмен, специализируется на таких видах борьбы как сумо, хуреш, хапсагай и вольная борьба.

## Биография
В 2001 году поступил общеобразовательную школу. С 1-го по 9 класс учился с. Торгалыг. 10-11 классы учился и закончил МБОУ Гимназии № 9 г. Кызыла в 2012 году. В этом же году  поступил в Тувинский государственный университет на факультет физической культуры и спорта. В 2016 году окончил факультет физической культуры и спорта, бакалавриат, направление  подготовки «Физическая культура». Его тренер — преподаватель ТувГУ Болат Шагжы.
Заниматься сумо Айдын начал с 14 лет. На чемпионате Европы 2012 года в Луцке стал чемпионом среди спортсменов не старше 18 лет в весовой категории «до 90 кг». В 2014 году Монгушу было присвоено звание мастер спорта России международного класса по борьбе сумо.
В начале июня 2015 года стал вторым на тывинском республиканском турнире по борьбе хуреш в селе Арыг-Бажы Улуг-Хемского кожууна, без шансов уступив в финале арзылану Сайын-Белеку Тюлюшу. На чемпионате Европы 2017 года по сумо в Тбилиси стал победителем в абсолютной весовой категории среди спортсменов не старше 23 лет. 27 июня 2015 года в рамках празднования Дня молодёжи на стадионе «Хуреш» в Кызыле вновь уступил Тюлюшу: на этот раз в упорной схватке в полуфинале, поделив в итоге 3-4 место с Сояном Сонамом. На чемпионате России 2018 года по сумо в Дзержинске занял третье место в весовой категории «до 115 кг».
На Всемирных играх кочевников 2018 года в Бишкеке Монгуш стал абсолютным чемпионом среди борцов, победив также в турнирах по монгольскому хурешу и сумо. За звание «Великого богатыря» боролись победители турниров по всем 13 видам единоборств в абсолютных категориях, представленных в программе Игр, единственное правило — уложить соперника на лопатки («Великая борьба кочевников»). В награду Айдын получил один миллион сомов (14,5 тысяч долларов США), золотой пояс богатыря (пояс великого кочевника), коновязь, одного из лучших скакунов Кыргызстана и золотую печатку с эмблемой Всемирных игр кочевников, а также его имя было вписано золотыми буквами в стилизованную древнюю книгу великих победителей всемирных игр кочевников (книгу великих кочевников). По итогам года в честь этого достижения Глава Республики Тыва Шолбан Кара-оол наградил спортсмена сертификатом на 1,5 млн. рублей на улучшение жилищных условий.
На чемпионате России 2019 года по сумо в Смоленске поделил 3-4 места с Балданом Цыжиповым в весовой категории «до 115 кг». На Кубке Европы 2019 года по сумо в Дзержинске завоевал две бронзовые медали: в категории «до 115 кг» и в абсолютной. На III международном турнире по сумо памяти Монгуш Радислава Алаш-Ооловича в августе 2019 года стал вторым в категории «до 115 кг» и в абсолютной.
Проходя военную службу в спортивной роте 55 горной мотострелковой бригады, принимает участие во внутривойсковых соревнованиях по спортивной борьбе (специализируется на вольной борьбе, мастер спорта.). В 2017 году в составе команды 41-й общевойсковой армии (Новосибирск) стал обладателем Кубка главнокомандующего Сухопутными войсками, а в 2018 году стал обладателем Кубка министра обороны РФ, хотя и уступил в финале Алану Хугаеву из ЦСКА. В 2019 году команда Центрального военного округа, за которую на этот раз выступал Айдын, заняла четвёртое место на Кубке министра обороны РФ, несмотря на то, что он выиграл в упорной борьбе свой поединок в рамках матча за третье место.
Входит в состав сборной Тывы по борьбе хапсагай.